# Medemia argun
Medemia es un género monotípico con una única especie: Medemia argun, perteneciente a la familia  de las palmeras (Arecaceae).  Es originario de África desde el sur de Egipto hasta el norte de Sudán.

## Taxonomía
Medemia argun fue descrita por Württemb. ex H.Wendl. y publicado en Botanische Zeitung (Berlin) 39: 93. 1881.
Etimología
Medemia: nombre genérico que tiene un origen desconocido.
argun: epíteto
Sinonimia
- Hyphaene argun Mart. (1845). basónimo
- Areca passalacquae Kunth (1826), fossil name.
- Medemia abiadensis H.Wendl. (1881).[2][5]